# Kvindeløbet
Kvindeløbet arrangeres af ugebladet Alt for damerne. Det har eksisteret siden 1981 og er det første og største landsdækkende løb for kvinder i Danmark. Det afholdes mellem maj og juni i seks danske byer med to ruter: 5 og 10 km.  I 2008 deltog 28.500 løbere. I 2009 deltog 37.500 løbere. 